# Штучні міжнародні мови

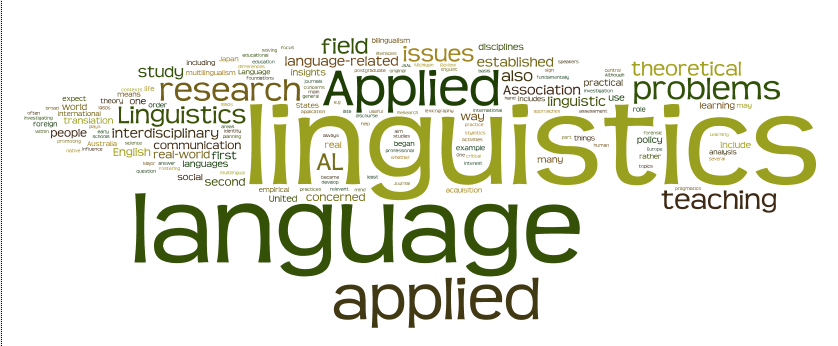

Штучні мови - це мови, спеціально розроблені для запису шляхів, засобів і результатів знання. До штучних мов відносяться мови когнітивних операцій. До штучних мов відносяться мови математики, логіки і шифрів. Комунікаційна функція в цих мовах відходить на другий план, вони не використовуються як засіб спілкування. Їх основне призначення — ефективний запис і зберігання отриманої інформації та забезпечення її надійної передачі від одного комунікатора до іншого. Вони можуть бути засобом комунікації (комунікації) лише для спеціалістів у певній галузі (математичні розрахунки, логічні розрахунки, коди тощо).

## Опис
До штучних або формальних мов відносяться різні системи знаків (наприклад, дорожні знаки), системи кодів (такі як азбука Морзе), мова формул або наукова мова, створена вченими в різних науках (формули в математиці, логіці, фізиці) . ). , хімія та ін.), мови програмування (Algol, Fortran, Cobol та ін.) Р.О. про основні характеристики штучних мов. Їх допоміжна роль по відношенню до природних мов, вузький функціональний характер використання, велика умовність висловлювання. А.В. Прокопова описує штучну мову як спеціально розроблену семіотичну систему. За його словами, термін «штучна мова» протиставляється терміну «природна мова» (мається на увазі мова, що виникла природним шляхом, випадково).
Це для штучних мов універсальних мов, створених для мене міжнародним спілкуванням, які замінюють природні мови (есперанто, інтерлінгва, ідо, ложбан тощо). Серед останніх він згадує штучні мови для автоматичної обробки інформації. Лінгвіст і лінгвіст Тофтул визначає штучну мову як особливу систему знаків і символів, створених для вираження результатів думки в конкретних термінах і виразах, щоб уникнути або зменшити багатозначність (двозначність) природної мови. написання інформації або виконання математичних і логічних операцій за допомогою знаків і символів.
Тому, як бачимо, кожен із лінгвістів по-своєму правий, коли зосереджується на певному аспекті дослідження цього явища. Думаю, А.В. надане визначення. Прокопівська є найбільш повною і включає всі основні риси, що входять у поняття «штучна мова».
Проте, вивчаючи штучну мову як частину глобальної комунікаційної системи, ми не повинні нехтувати додатковими аспектами вивчення цього явища, а навпаки – використовувати та враховувати різні підходи до цього питання. Результати дослідження можуть бути максимально об'єктивними. 

## Використання
Основні тенденції створення штучних мов у XVII-XIX ст. вони були логічними та емпіричними. Логічний напрям ґрунтувався на критичній раціоналістичній філософії, характерній для природної мови. У цьому напрямку були створені штучні філософські мови, засновані на логічній класифікації понять і здатні виражати точку зору будь-якої наукової або філософської системи відповідно до думки їх творців. Ідея про наявність прямої відповідності між поняттям і словом була основою для побудови філософської мови, яка не мала матеріальної подібності до будь-якої природної мови (див., наприклад, проекти філософської мови англійських вчених XVII ст. Далгарн і Дж. Вілкінс). Цю штучну мову розуміли як «мову значень», тому для її створення необхідно було описати всі ці значення та створити алфавітний список «речей», кожен елемент якого повинен відповідати елементу якогось елемента . універсальна мова.
З появою міжнародної штучної мови волапюк починається новий рівень соціального використання штучних мов. З моменту заснування проекту мови есперанто міжнародний мовний рух набрав сили та розширився. Проект був задуманий варшавським лікарем Л. Заменгофом, який обрав собі псевдонім «Есперанто» (на есперанто «є надія»). Спочатку ця мова поширилася в Польщі (проект вперше опубліковано в 1887 р.), на початку 20 ст. - в Англії, Франції, Німеччині та інших країнах. Перехід від теоретичної побудови штучної мови до її практичного використання як засобу спілкування сприяв міжнародному характеру руху есперанто (воно поширювалося переважно серед філософів, філателістів, бізнесменів і спортсменів). Про есперанто із захопленням писали А. Барбюс і багато інших видатних людей. Есперанто викладали в багатьох частинах Червоної Армії під час підготовки до «світової революції», ініційованої Л. Д. Троцьким. Побудований на міжнародній лексиці (головним чином грецькій і латинській, пор. Ideo, telegrafo, revolucio, masino, patro «батько»), есперанто має найбільш спрощену і суворо стандартизовану граматику: вона використовує 11 сполучень, кожне з яких є присвоєним. до певної частини мови.
Майже весь словниковий склад мови утворений від обмежених коренів за допомогою словотвірних суфіксів. Латинська графіка. Наголос падає на другий склад.  На початку 20 століття була створена Академія есперанто, в рамках якої і сьогодні проводяться конгреси есперанто.
Протягом кількох десятиліть есперанто слугує засобом спілкування для багатомовних груп есперанто, які використовують його в перекладах, наукових публікаціях, листуванні, а також в усних доповідях на конгресах або в особистому спілкуванні. Водночас есперанто є «допоміжною» мовою має відносно вузьку сферу застосування, тому не є мовою в повному розумінні цього слова (незважаючи на всю свою лексичну та стилістичну різноманітність, її не можна порівняти ні з якою природною мовою).  У зв'язку з цим ставлення до есперанто стає все більш стриманим, поширюється думка, що справді міжнародна мова повинна базуватися на існуючих національних мовах. Зусилля щодо створення повноцінного міжнародного проекту штучної мови в 1970-х роках відновлюються. Як особливий розділ мовознавства пропагується окрема міжмовна наука, яка займається створенням і дослідженням міжнародних штучних мов як засобів міжмовного спілкування.